# جون هيل (سياسي أمريكي، مواليد 1923)
جون هيل (بالإنجليزية: John Hill)‏ هو قاضي ومحامي وسياسي أمريكي، ولد في 29 أكتوبر 1923 في بريكنريدج في الولايات المتحدة، وتوفي في 9 يوليو 2007 في هيوستن في الولايات المتحدة. نشط حزبياً في الحزب الديمقراطي. وقد انتخب وزير خارجية تكساس ‏ (12 مارس 1966 – 22 يناير 1968).